# Elymnias melane
Elymnias melane är en fjärilsart som beskrevs av William Chapman Hewitson 1858. Elymnias melane ingår i släktet Elymnias och familjen praktfjärilar. Inga underarter finns listade i Catalogue of Life.